# 赤澤申也
赤澤 申也（あかざわ しんや、1947年（昭和22年）6月30日 - 2009年（平成21年）12月22日）は、日本の政治家。香川県さぬき市長（1期）。

## 来歴
香川県大川郡志度町（現・さぬき市）出身。1970年日本大学経済学部卒。1991年志度町議会議員選挙に立候補し、当選、1期務める。1995年志度町長選挙に立候補し、当選。2期務める。2002年志度町は津田町・大川町・寒川町・長尾町と合併し、さぬき市が発足。合併後の市長選挙に立候補し、当選した。さぬき市長は1期務め、2006年の市長選挙には立候補しなかった。2009年に死去した。